# Dasyornis longirostris
El picocerdas occidental (Dasyornis longirostris) es una especie de ave paseriforme de la familia Dasyornithidae endémica de Australia.

## Descripción
Los adultos miden entre 18–22 cm de largo. Su plumaje es pardo grisáceo, algo rojizo en las partes superiores y más grisáceo en las inferiores. Aunque tiene una cola muy larga, de color castaño rojizo con listas pardas, es más corta que en el resto de picocerdas. El frontal de su cuello y rostro son blanquecinos y sus ojos son rojos.

## Distribución y hábitat
Se encuentra únicamente en las zonas de matorral costero del suroeste de Australia Occidental. Está amenazado por la pérdida de hábitat